# Gallegos de Hornija
Gallegos de Hornija è un comune spagnolo di 146 abitanti situato nella comunità autonoma di Castiglia e León.